# Усть-Пустинська сільська рада
Усть-Пу́стинська сільська рада (рос. Усть-Пустынский сельский совет) — сільське поселення у складі Краснощоковського району Алтайського краю Росії.
Адміністративний центр та єдиний населений пункт — село Усть-Пустинка.

## Населення
Населення — 344 особи (2019; 426 в 2010, 571 у 2002).